# Львівська ентомологічна школа

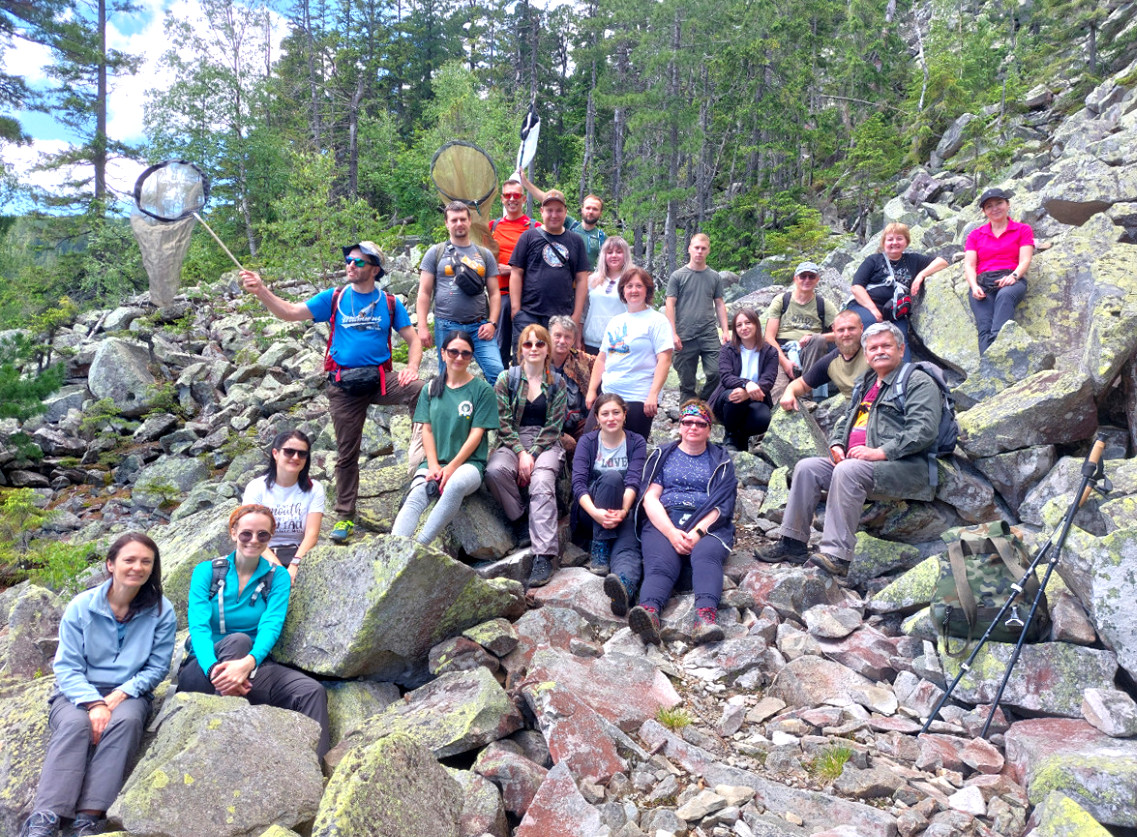
Учасники XVIII Львівської ентомологічної школи на шляху до полонини Боревка та гори Ігровище в національному природному парку "Синьогора"

Львівська ентомологічна школа — науково-практична конференція започаткована ентомологами Державного природознавчого музею НАН України (м. Львів), природного заповідника "Розточчя" (смт Івано-Франкове), Львівським відділенням ГО "Українське ентомологічне товариство" у 2007 році.

## З історії школи

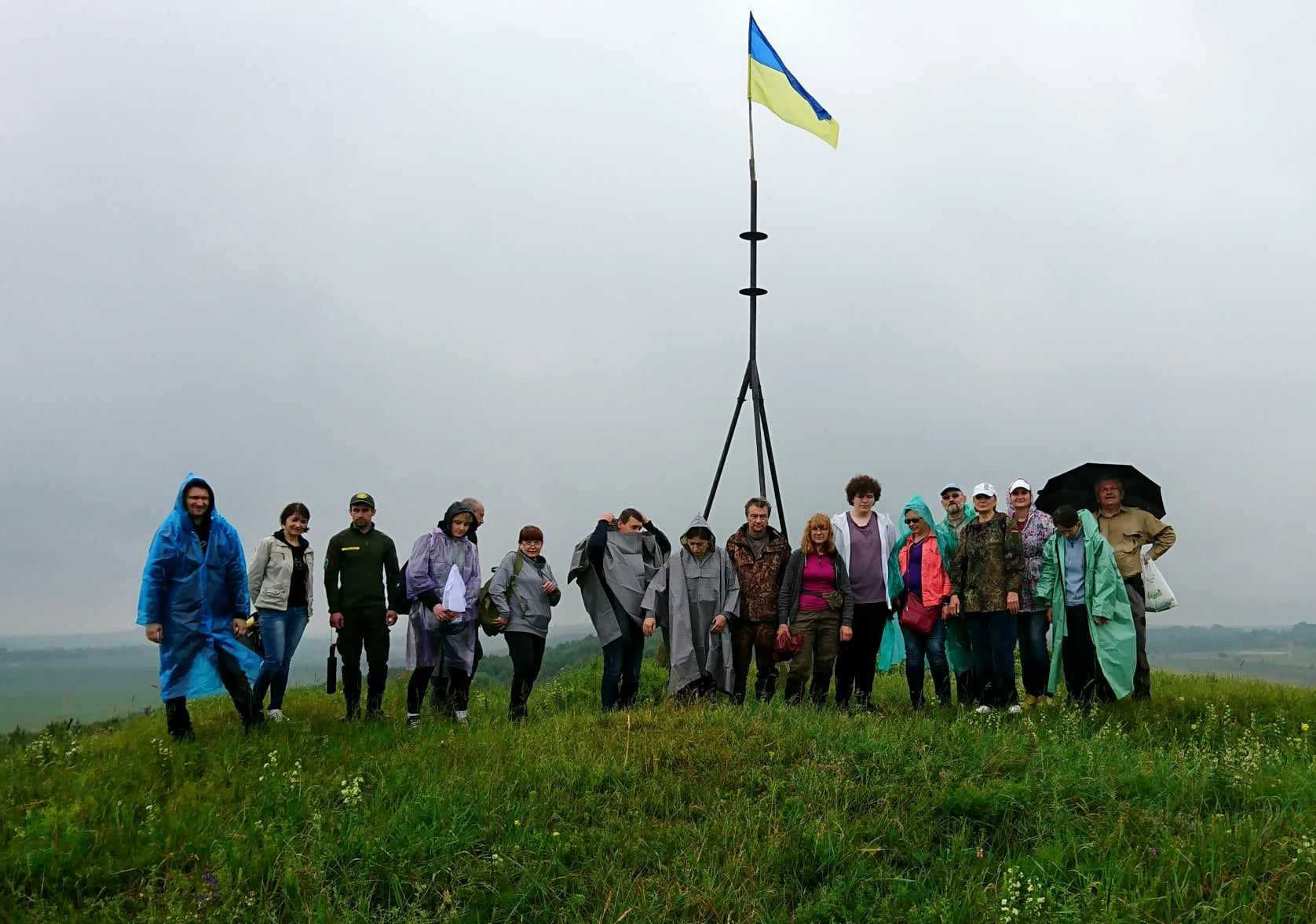
Учасники XVII Львівської ентомологічної школи на горі Макітра у національному природному парку "Північне Поділля"

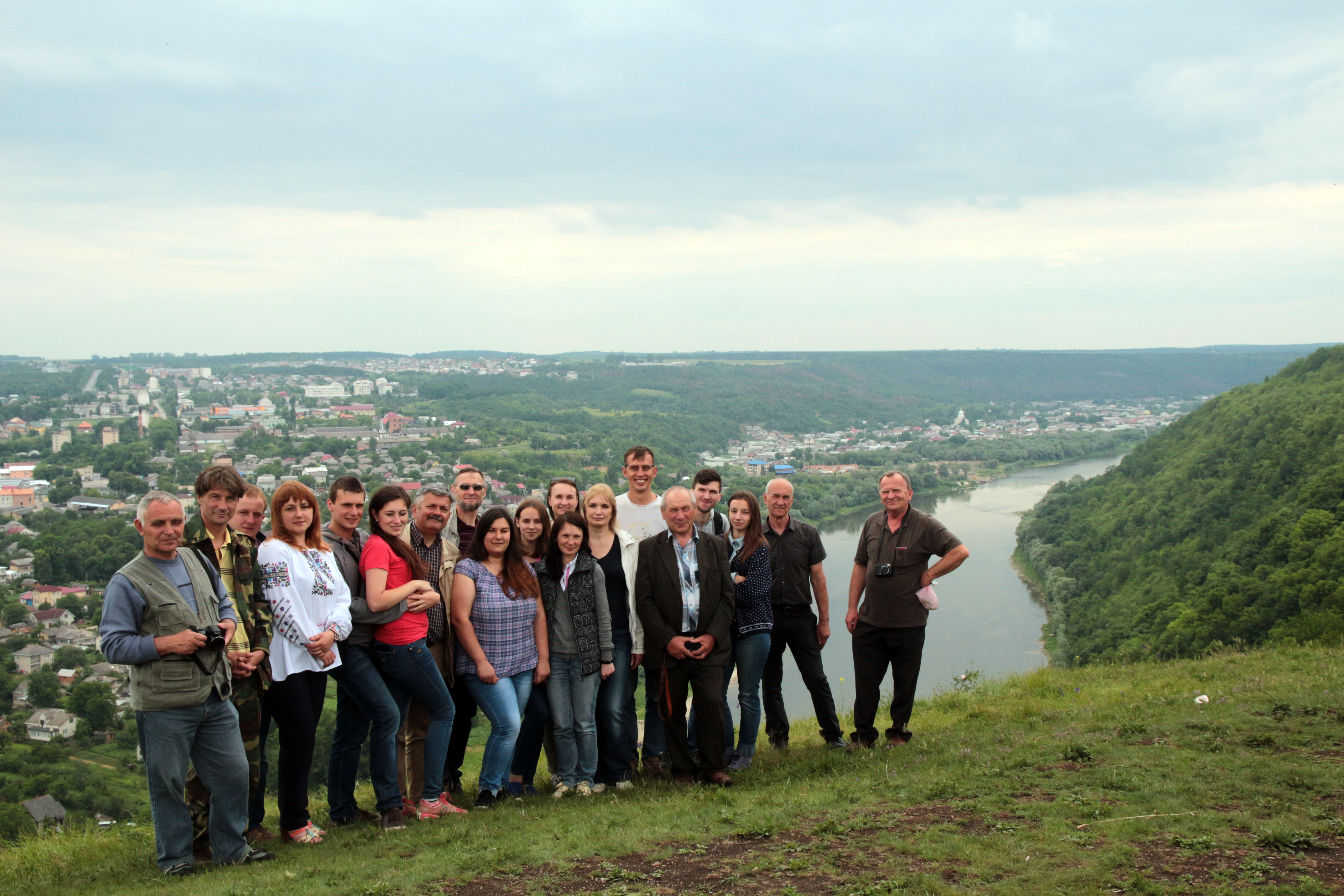
Учасники Х Львівської ентомологічної школи в Заліщиках

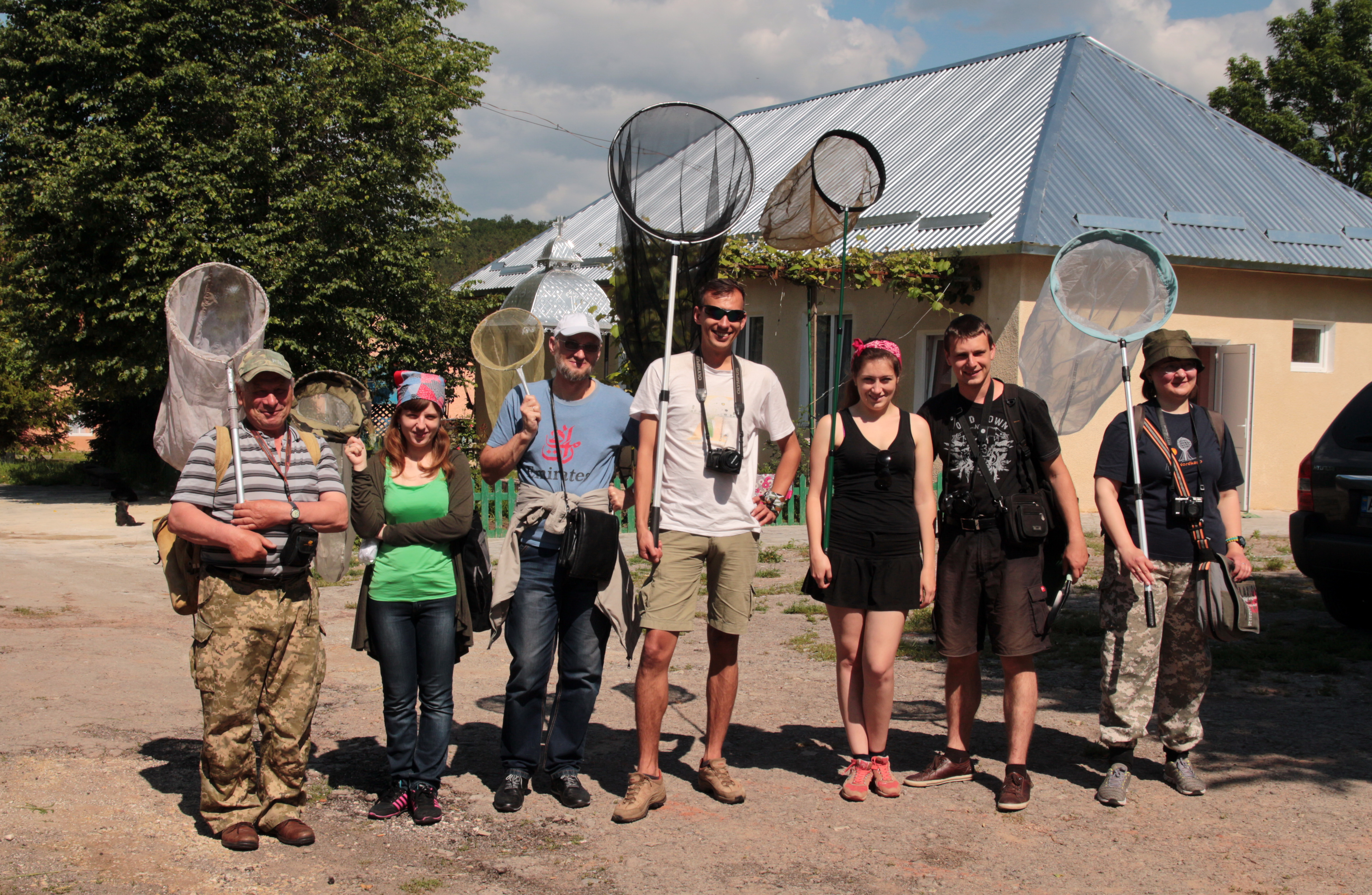
Учасники Х Львівської ентомологічної школи перед екскурсією

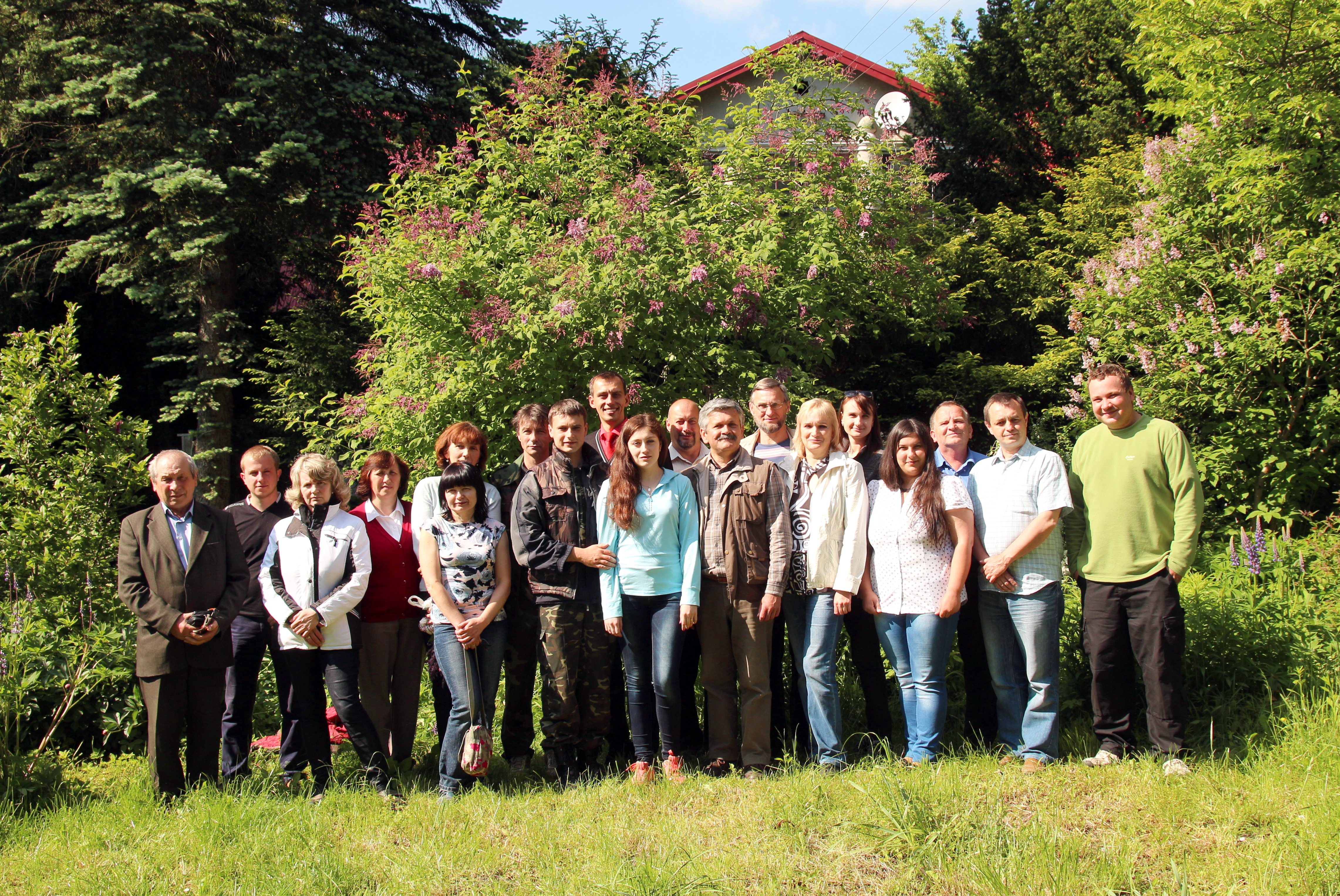
Учасники ІХ Львівської ентомологічної школи, 29.05.2015 р., смт Івано-Франкове

Перелік заходів Львівської ентомологічної школи:
1. I. 25-26.05.2007 р., смт Івано-Франкове «ЗБЕРЕЖЕННЯ І ПІДТРИМАННЯ РІЗНОМАНІТТЯ КОМАХ РОЗТОЧЧЯ», Природний заповідник «Розточчя».
2. II. 30-31.05.2008 р., смт Івано-Франкове – с. Верещиця «НАУКОВІ ОСНОВИ ЗБЕРЕЖЕННЯ РІЗНОМАНІТТЯ КОМАХ РОЗТОЧЧЯ», Природний заповідник «Розточчя».
3. III. 29-30.05.2009 р., смт Івано-Франкове – с. Верещиця «КОМАХИ РОЗТОЧЧЯ: ФАУНА, ЕКОЛОГІЯ, ОХОРОНА», Яворівський національний природний парк.
4. IV. 4-5.06.2010 р., смт Івано-Франкове «ПРЕДСТАВЛЕНІСТЬ КОМАХ РОЗТОЧЧЯ В ІНФОРМАЦІЙНИХ СИСТЕМАХ», Природний заповідник «Розточчя».
5. V. 27-29.05.2011 р., м. Тернопіль – с. Гутисько «ОХОРОНА РІЗНОМАНІТТЯ КОМАХ У ЗАХІДНОМУ РЕГІОНІ УКРАЇНИ: СТАН, ПРОБЛЕМИ ТА ПЕРСПЕКТИВИ», Голицький ботанічний заказник.
6. VI. 1-2.06.2012 р., смт Івано-Франкове – с. Верещиця «ДИНАМІКА БІОРІЗНОМАНІТТЯ ТА ЙОГО ВІДОБРАЖЕННЯ В ІНФОРМАЦІЙНИХ СИСТЕМАХ», Природний заповідник «Розточчя».
7. VII. 23-24.05.2013 р., м. Тернопіль – смт Гримайлів – смт Заліщики «ДИНАМІКА РІЗНОМАНІТТЯ ТА АДАПТАЦІЙНИЙ ПОТЕНЦІАЛ ЕНТОМОБІОТИ».
8. VIII. 6-8.06.2014 р., м. Галич – с. Більшівці «РІЗНОМАНІТТЯ КОМАХ ЯК ФАКТОР СТАБІЛЬНОСТІ ПРИРОДНИХ І АНТРОПІЗОВАНИХ ЕКОСИСТЕМ», Галицький національний природний парк.
9. IX. 29-31.05.2015 р., смт Івано-Франкове – с. Верещиця «РІЗНОМАНІТТЯ РЕГІОНАЛЬНОЇ ЕНТОМОФАУНИ ТА СПОСОБИ УНИКНЕННЯ ЙОГО ГЛОБАЛЬНИХ УТРАТ», Природний заповідник «Розточчя».
10. Х. 3-5.06.2016 р., м. Заліщики - с. Нагоряни "АКТУАЛЬНІ ПРОБЛЕМИ ВИВЧЕННЯ ЕНТОМОФАУНИ ПРИДНІСТРОВСЬКОГО ПОДІЛЛЯ", Національний природний парк «Дністровський каньйон».
11. XI. 9-11.06.2017 р., смт Гримайлів «РІЗНОМАНІТТЯ ЕНТОМОФАУНИ ЗАХІДНОГО ПОДІЛЛЯ: ІСТОРІЯ ТА СУЧАСНИЙ СТАН ЇЇ ВИВЧЕННЯ», Природний заповідник «Медобори».
12. XII. 15-17.06.2018 р., м. Сколе - с. Дубина «АКТУАЛЬНІ ПРОБЛЕМИ ВИВЧЕННЯ ЕНТОМОФАУНИ ЗАХІДНОГО РЕГІОНУ УКРАЇНИ», Національний природний парк «Сколівські Бескиди».
13. XIII. 7-9.06.2019 р., м. Ківерці – с. Дачне «АКТУАЛЬНІ ПРОБЛЕМИ ВИВЧЕННЯ ЕНТОМОФАУНИ ВОЛИНСЬКОГО ПОЛІССЯ», Ківерцівський національний природний парк «Цуманська пуща».
14. XIV. 16.10.2020 р., м. Львів «АКТУАЛЬНІ ПРОБЛЕМИ ВИВЧЕННЯ ЕНТОМОФАУНИ ЗАХІДНОГО РЕГІОНУ УКРАЇНИ», онлайн (період карантину у зв'язку із пандемією Covod-19). Тези
15. XV. 11-13 червня 2021 р., м. Кременець «АКТУАЛЬНІ ПРОБЛЕМИ ВИВЧЕННЯ ЕНТОМОФАУНИ ЗАХІДНОГО РЕГІОНУ УКРАЇНИ», Національний природний парк «Кременецькі гори». Тези
16. XVІ. 25 жовтня 2022 р., м. Львів «АКТУАЛЬНІ ПРОБЛЕМИ ВИВЧЕННЯ ЕНТОМОФАУНИ ЗАХІДНОГО РЕГІОНУ УКРАЇНИ», онлайн (у зв'язку із початком повномасштабного вторгнення росії в Україну). Тези
17. XVІІ. 16-18 червня 2023 р., м. Броди «АКТУАЛЬНІ ПРОБЛЕМИ ВИВЧЕННЯ ЕНТОМОФАУНИ ЗАХІДНОГО РЕГІОНУ УКРАЇНИ», Національний природний парк «Північне Поділля». Тези[1]
18. XVІIІ. 14-16 червня 2024 р., м. Івано-Франківськ – с. Стара Гута «АКТУАЛЬНІ ПРОБЛЕМИ ВИВЧЕННЯ ЕНТОМОФАУНИ ЗАХІДНОГО РЕГІОНУ УКРАЇНИ», Національний природний парк «Синьогора». Тези
19. XIX. 27-29 червня 2025 р., м. Косів — с. Шешори «Актуальні проблеми вивчення ентомофауни західного регіону України», Національний природний парк «Гуцульщина». Тези

## Схема проведення

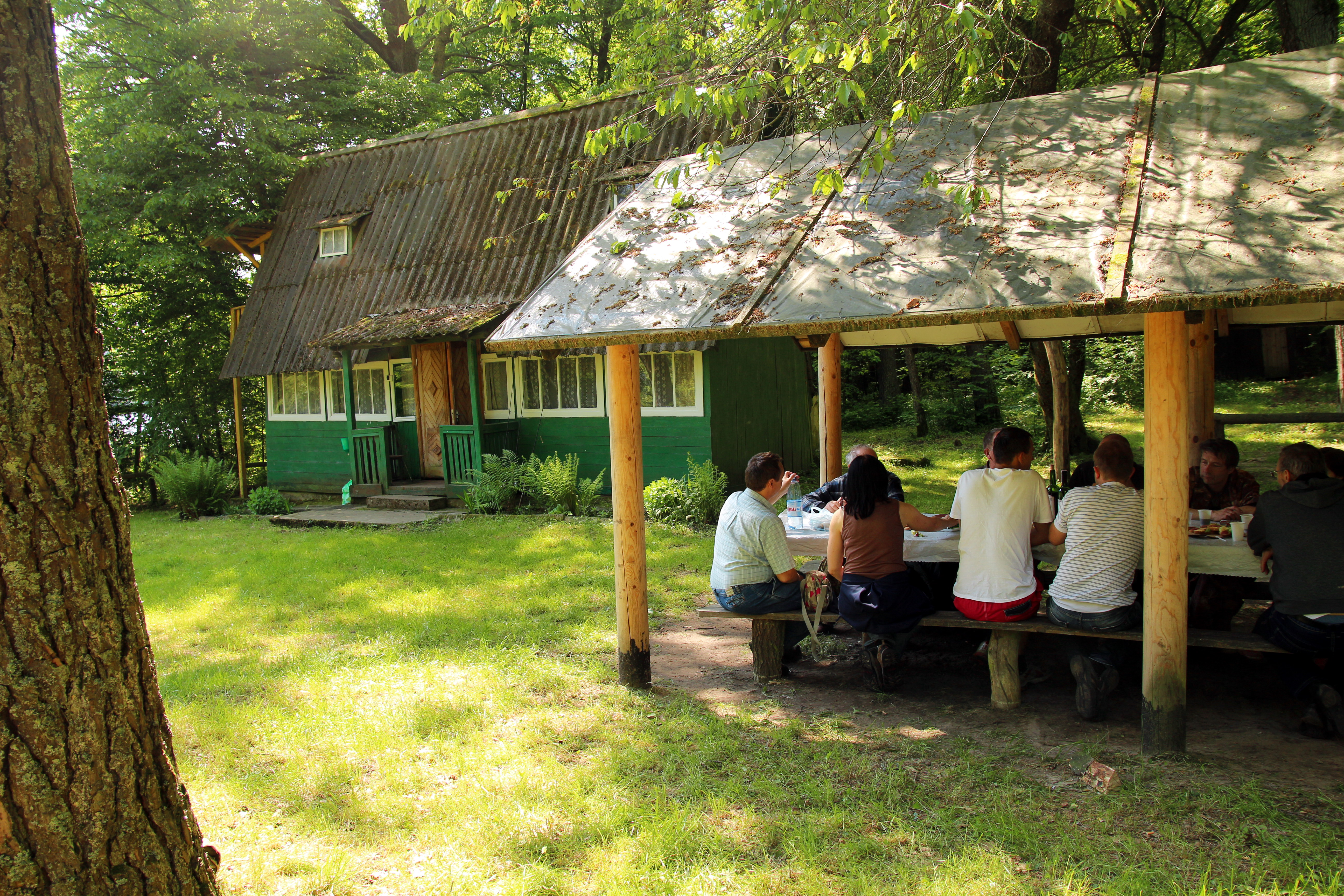
Еколого-просвітницький осередок «Гуцулка» ПЗ "Розточчя"

Львівська ентомологічна школа традиційно проводилася, переважно, в останню п'ятницю-суботу травня на базі природного заповідника «Розточчя»  і його еколого-просвітницького осередку «Гуцулка» (с. Верещиця). В останні роки період роботи конференції змістився на першу половину червня і до її організації почало долучатися все більше установ природно-заповідного фонду України.

В окремі роки робота Львівської ентомологічної школи проходила в рамках більш представницьких конференцій.

У 2011 р. – всеукраїнської науково-практичної конференції «Охорона різноманіття комах у західному регіоні України: стан, проблеми та перспективи» яка відбулася в Тернопільському національному педагогічному університеті ім. Володимира Гнатюка та його польовій базі в с. Гутисько в ок. заказника «Голицький». 

У 2013 р. – міжнародної науково-практичної конференції «Подільські читання. Географія, Біологія, Екологія, Охорона природи» яка відбулася в Тернопільському національному педагогічному університеті ім. Володимира Гнатюка та природному заповіднику «Медобори». 

У 2014 р. – в Галицькому національному природному парку і була присвячена 10-ій річниці його створення. Під час згаданої конференції відбулася екскурсія еколого-туристичними центром Галицького НПП (музей, Центр реабілітації диких тварин) та в найдавніше заповідне урочище Галичини – Касову гору. 

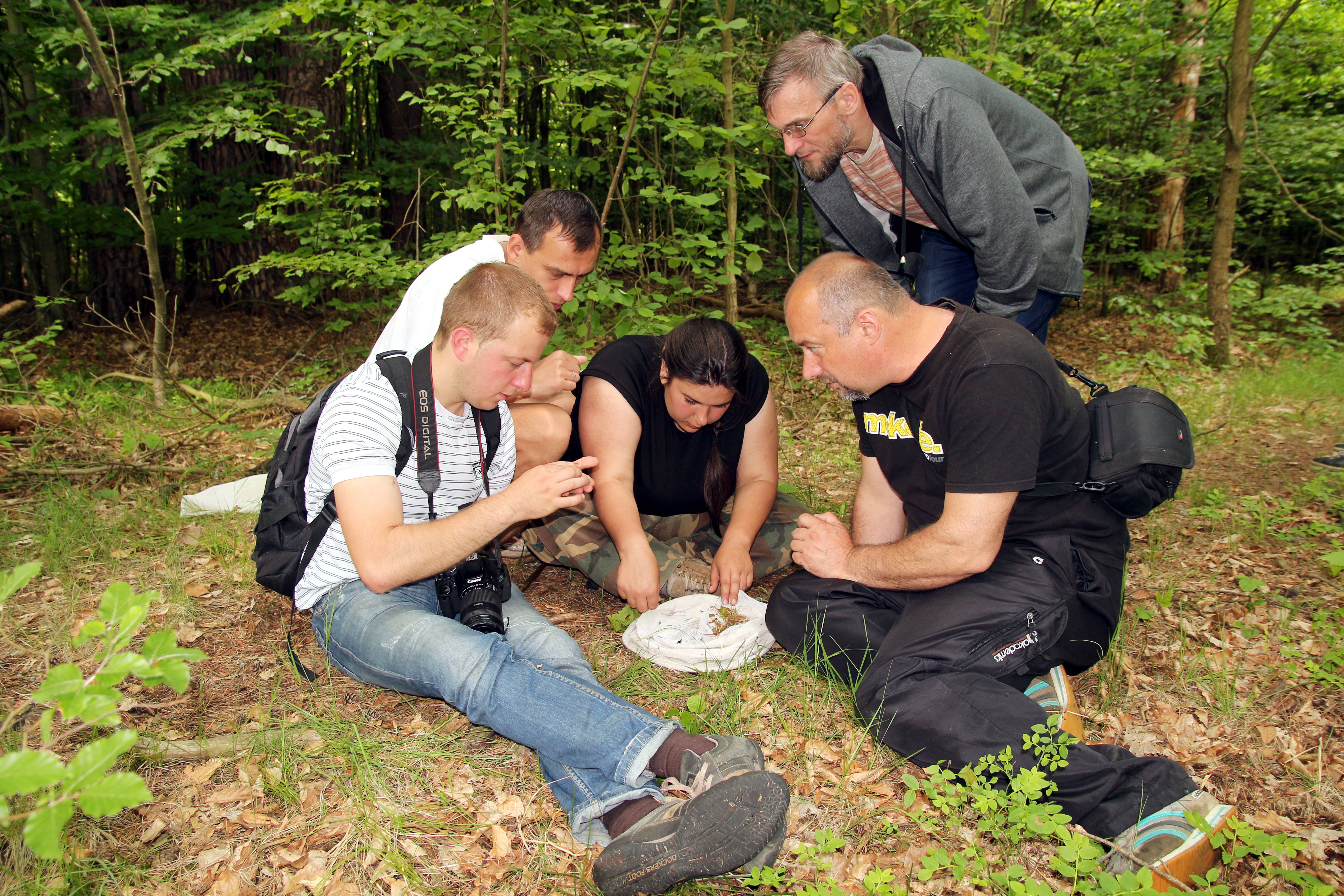
Збір ентомологічного матеріалу Андрій Бачинський, Андрій Заморока, Ганна Середюк, Олександр Зінченко, Едуард Турис

Зазвичай у перший день йде заслуховування і обговорення наукових доповідей, а на наступний день координуються дослідження і експедиційна діяльність ентомологів західного регіону України, приймається резолюція Львівської ентомологічної школи, а також відбувається екскурсія резерватом та обмін досвідом методик збору ентомологічного матеріалу.

## Учасники читань
Щороку в конференції беруть участь близько 20-30 ентомологів з усієї України.

## Видання праць
Проведення ентомологічної конференції в резерватах України дає змогу досліджувати їхню ентомофауну спеціалістам розпорошеним по цілій Україні. Одним із результатів є видання у 2010 р. монографії "Членистоногі природного заповідника «Розточчя»" у якій було підсумовано результати роботи науковців за увесь час існування заповідника.
Починаючи з 2020 року (XIV Львівська ентомологічна школа) публікуються тези конференції. 